# Raavanan
Raavanan (Tamil ராவணன்) ist ein tamilischer Film von Mani Ratnam aus dem Jahr 2010.

## Handlung
Der Film ist eine lose Adaption des indischen Epos Ramayana: Der Gangster Veera entführt Ragini, die Frau des Polizeichefs, um sich an ihm wegen der Misshandlung seiner Schwester zu rächen. Ragini ist aber entschlossen, sich nicht dem Willen Veeras zu beugen. Auf der Flucht vor der Polizei entsteht eine innige Bindung zwischen beiden.

## Produktion und Veröffentlichung
Der Film wurde 2010 von Madras Talkies produziert. Regie führte Mani Ratnam, der auch das Drehbuch schrieb.

## Auszeichnungen
58. Filmfare Awards South
- gewonnen - Filmfare Best Actor Award - Vikram
- gewonnen - Filmfare Best Male Playback Singer - Karthik
- nominiert - Filmfare Best Actress Award - Aishwarya Rai
- nominiert - Filmfare Best Supporting Actor Award - Prithviraj Sukumaran

5. Vijay Awards
- gewonnen - Best Actor Award - Vikram